# レオポルド本田
レオポルド本田（ほんだ1949年-）は、愛知県出身のAV監督である。主に男性が女性に隷従したマゾビデオを数多く発表している。

## 人物・来歴
4歳の頃、初めて性（フェチ）に目覚める。友人の母親がサンダル履きで背伸びをしながら洗濯物を干していた時の足の指を見て、「得も言われぬ興奮」を覚えたと言う。この時の体験が陰部に強くこだわらないレオポルド作品の原点となる。
| スタブアイコン | サブスタブ | この項目は、まだ閲覧者の調べものの参照としては役立たない、人物に関連した書きかけの項目です。この項目を加筆・訂正などしてくださる協力者を求めています（P:人物伝/PJ:人物伝）。 |